# Kątny (herb szlachecki)
Kątny (Rola odmienna I)  – polski herb szlachecki, odmiana herbu Rola z nobilitacji.

## Opis herbu
W polu błękitnym trzy kroje w rosochę srebrne z takąż różą pośrodku.
Klejnot: pięć piór strusich.
Labry błękitne, podbite srebrem.

## Najwcześniejsze wzmianki
Nadany Pawłowi Kątnemu z Przyłusk 13 grudnia 1512 roku. Herb jest wynikiem adopcji do herbu Rola przez Hermolausa z Sadkowic, podkomorzego rawskiego i Mikołaja Olszeńskiego z Oleśnik.

## Herbowni
Kątny.